# 뽐뿌커뮤니케이션
뽐뿌커뮤니케이션은 2005년 11월 16일 대한민국 기업인 고재성(현 대표이사)에 의해 설립되었다. 주식회사 뽐뿌커뮤니케이션은 사업자등록(117-81-66008), 통신판매업신고(제2010-서울금천-0181호) 등록 및 운영되는 인터넷 서비스 업체이다. 슬로건은 "사람이 좋아 함께하는 곳.. 뽐뿌!"이다.
뽐뿌 웹사이트에서는 휴대폰 구매 정보, 상품 구매 일반에 대한 소비자 의견이 주로 공유되고 있다. 43개의 주제별 포럼을 비롯하여 9개의 뽐뿌 게시판, 4개의 이벤트 게시판, 8개의 정보 게시판, 7개의 커뮤니티 항목, 4개의 갤러리, 9개의 장터 게시판에서 정보교류가 이루어지고 있다.(2010년 10월 현재)
2009년 코리아클릭 조사 결과 2009년 전자상거래 부문 히트 사이트로 선정되었다.
2010년 1월 12일 해당 기업은 머니투데이와 제휴를 맺고 쇼핑몰 최저가 서비스를 시작했다.

## 사건 및 사고
2010년 1월 15일 홈페이지가 해킹당하여 회원들의 아이디,비밀번호가 전송되는 사태가 발생, 하루동안 접속이 거의 되지 않았을뿐더러 운영진의 대처가 안일하여 사용자들의 불만을 야기했다.
2015년 9월 11일 회원 전원의 아이디와 암호화된 패스워드, 생년월일 등 모든 정보가 해킹당한 사실이 밝혀졌다. 이에 방송통신위원회는 과징금 1억 200만원을 부과했다.
여성 연예인들에게 지속적으로 성희롱성 댓글을 다는 커뮤니티 중 하나이며, 실제로 하연수가 디젤매니아, 이종격투기, krrr, 엠엘비파크 등과 함께 고소 대상으로 검토 중이라는 언급을 하기도 했다.